# توکیتا
توکیتا (به لاتین: Tukita) یک منطقهٔ مسکونی در روسیه است که در داغستان واقع شده‌است.